# Palácio de Richmond
O Richmond Palace foi um palácio Real da Inglaterra entre 1327 e 1649. Ficava situado em The Green, em Richmond, um distrito do actual borough londrino de Richmond upon Thames. A primeira versão pré-Tudor do palácio ficou conhecida por Sheen Palace. Ficava, grosso modo, posicionado no local onde se encontram os actuais Jardins da Casa dos Trompeteiros.

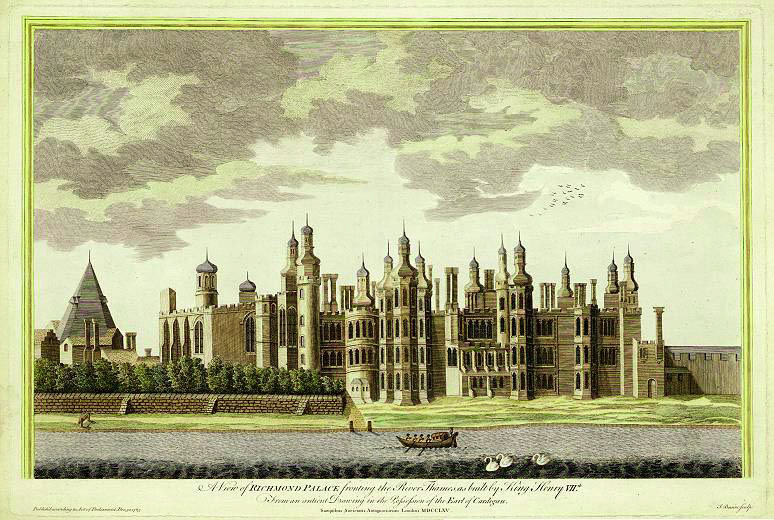
Uma vista do Richmond Palace publicada em 1765 de James Basire. Esta imagem foi baseada em antigos desenhos, uma vez que o palácio já fora demolido nesta data.

## História

### Palácio Medieval de Sheen

#### Dinastia Normanda
Henrique I viveu por pouco tempo na casa do Rei em Sheanes (ou Shene, ou Sheen).

#### De 1299 a 1495
Em 1299, Eduardo I, "Martelo dos Escoceses", levou toda a sua corte para o solar de Sheen, um pouco a leste da ponte e próximo da margem do rio, o qual se tornou desta forma em "Palácio Real". William Wallace ("Braveheart") foi executado em Londres no ano de 1305, e foi em Sheen que os Comissários vindos da Escócia se ajoelharam perante Eduardo I. 
Quando o jovem rei Eduardo III subiu ao trono, em 1327, deu o solar à sua mãe, Isabel de França. Quase 50 anos mais tarde, depois da morte da sua esposa Filipa de Hainault, ocorrida em 1369, Eduardo gastou mais de 2.000 libras em melhoramentos. A meio dos trabalhos, o próprio Eduardo III faleceu no solar, em 1377. Em 1368, Geoffrey Chaucer havia servido como yeoman em Sheen.
Ricardo II foi o primeiro rei inglês a fazer de Sheen a sua principal residência, em 1383. Foi aí que tomou a sua noiva, Ana da Boémia. Doze anos mais tarde, em 1394, estava de tal forma destroçado pela morte de Ana, com 28 anos de idade, que, de acordo com Holinshed, "fez com que (o solar) fosse extinto e desfigurado; enquanto que os antigos reis desta terra, acostumados à cidade, usavam-no como refúgio e local de lazer, servindo em grande medida para seu recreio". Durante quase 20 anos o palácio permaneceu em ruínas, até que Henrique V empreendeu a sua reconstrução em 1414. Henrique V também fundou ali um mosteiro cartuxo, o Richmond Priory. Houve várias uniões Reais em Sheen até ao incêndio de 1497, durante o reinado de Henrique VII.

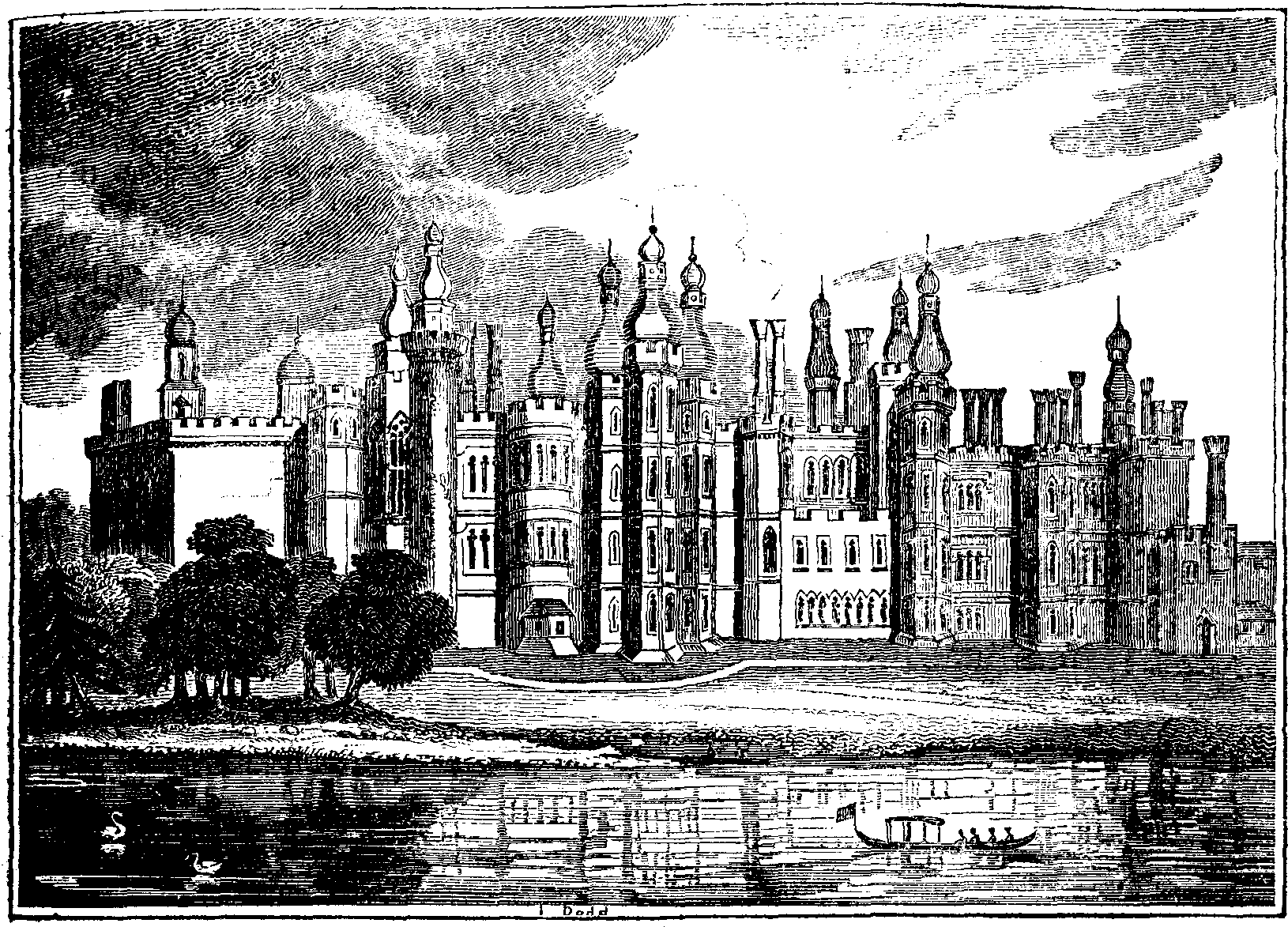
O Richmond Palace tal como foi reconstruído por Henrique VII.

### Dinastia Tudor

#### Henrique VII
No dia  23 de Dezembro de 1497, um incêndio destruíu a maior parte dos edifícios (em grande parte constituídos por madeira). Henrique VII reconstruíu o palácio e renomeou-o como Richmond Palace, em referência ao título da sua família, Conde de Richmond. Em 1502, o palácio testemunhou uma cerimónia de noivado Real com implicações vitais na futura história britânica; a Princesa Margarida, filha de Henrique VII, ficou noiva do Rei Jaime IV da Escócia. Deste casamento surgiu, mais tarde, a linhagem da Casa de Stuart. Em 1509, Henrique VII faleceu em Richmond.

#### Henrique VIII
Nesse mesmo ano, Henrique VIII celebrou as festividades entre o Natal e a Noite de Reis  em Richmond com a primeira das suas seis esposas, Catarina de Aragão. Sobre essas celebrações, Mrs. A.T. Thomson teceu as seguintes descrições nas suas Memoirs of the Court of Henry the Eighth :

Na noite da Epifania (1510), um desfile foi introduzido na galeria em Richmond, representando uma colina salpicada com ouro e pedras preciosas, e tendo no seu topo uma árvore de ouro, na qual estavam penduradas rosas e romãs. A partir do declive da colina descia uma dama ricamente vestida, que, com os cavalheiros, ou, como eram então chamados, crianças de honra, dançava um morris perante o rei. Noutra ocasião, na presença da corte, foi desenhada uma floresta artificial por um leão e um antílope, cujas peles foram ricamente bordadas com ornamentos em ouro; os animais foram aparelhados com correntes de ouro, e em cada um deles sentava-se uma bela donzela com trajes alegres. No meio da floresta, que foi assim apresentada, aparecia uma torre dourada, no fim da qual estava uma jovem de pé, segurando nas suas mãos uma grinalda de rosas, como prémio do valor demonstrado num torneio que sucedeu ao cortejo!"

Quase nada sobrevive dos solares iniciais. Na década de 1520, o Cardeal Wolsey adoptou novos estilos arquitectónicos renascentistas no Hampton Court Palace. Este ficava a poucas milhas de Richmond e Henrique VIII ficou a ferver de inveja. Com a queda de Wolsey, o monarca confiscou o seu belo palácio e forçou-o a aceitar o Richmond Palace em troca; Hall, nas suas Crónicas, diz, que "quando o povo comum, e em especial aqueles que haviam sido criados de Henrique VII, viram a criadagem do Cardeal no solar Real em Richmond, o qual o monarca tinha em tão alta estima, foi uma maravilha ouvir como se ressentiram, dizendo, 'portanto vão residir mastins de açougueiro no solar de Richmond!'". 
Em 1540, Henrique VIII deu o palácio à sua quarta esposa, Ana de Cleves, como parte do seu "acordo de divórcio".

#### MARY I
Em 1554, a Rainha Maria I casou com Filipe II de Espanha. 45 anos depois de a sua mãe, Catarina de Aragão, ter passado o Natal no palácio de Richmond,  passaram ali a sua lua-de-mel (e no Hampton Court Palace). Mais tarde, nesse mesmo ano, a futura Isabel I foi aprisionada em Richmond.

#### ELISABETH I
Depois de ser feita rainha, Isabel I passou muito do seu tempo em Richmond, uma vez que gostava de caçar veados no "Newe Parke of Richmonde" (Novo Parque de Richmond). Isabel I faleceu no Richmond Palace no dia 24 de Março de 1603.

### Dinastia Stuart e Commonwealth

#### JAMES I
O Rei Jaime I preferia o Palace of Westminster ao Richmond Palace, mas mesmo antes de se tornar rei, Carlos I tomou posse do  Richmond Palace e começou a construir a sua colecção de arte enquanto vivia ali. Tal como Isabel I, Jaime gostava de caçar veados, pelo que criou, em 1637, uma nova área para o parque conhecido actualmente como Richmond Park, renomeando o "Newe Parke" como "Old Deer Park".

#### CARL I e a Commonwealth
Poucos meses depois da execução do rei Carlos I, em 1649, o Richmond Palace foi sujeito a um levantamento por ordem do Parlamento, com o propósito de determinar o que podia ser aproveitado em termos de matérias-primas, as quais foram vendidas pela soma de 13.000 libras. Ao longo dos dez anos seguintes foi demolido na sua maior parte, sendo as suas pedras reutilizadas noutras em construções.

## Arquitectura e equipamentos

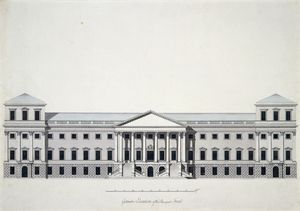
Um projecto para a construção de um novo Richmond Palace, desenhado por Sir William Chambers em 1765. Este plano nunca foi executado pelo rei. Un novo palácio foi iniciado segundo um outro desenho, mas nunca foi concluído.

Todos os registos que chegaram à actualidade descrevem a mobília e as decorações do ancient palace como esplêndidas, exibindo em deslumbrates tapeçarias os feitos de reis e de heróis que se haviam destinguido, eles próprios, pelas suas conquistas por toda a França em vez de no seu próprio país.

### Levantamento de 1649
O levantamento levado a cabo em 1649 fornece uma minuciosa descrição do palácio. A grande galeria tinha uma centena de pés comprimento e quarenta de largura, tendo um painel no ponto mais baixo, sobre o qual estava um "espaço de rodapé na sua parte mais alta, o pavimento de ladrilhos quadrados, bem iluminado e assentado; no extremo norte tinha uma torreta, ou caixa de relógio, coberta com chumbo, o qual é um ornamento especial para este edifício". Os alojamentos do prícipe são descritos como um edifício em pedra, com três andares de altura, com "catorze torretas cobertas com chumbo", sendo "um ornamento muito gracioso para toda a casa, sendo um ponto de referência no condado à sua volta". Uma torre redonda é mencionada, chamada de "Canted Tower", com uma escadaria de cento e vinte e quatro degraus. A capela tinha noventa e seis pés de comprimento e quarenta de largura, com assentos de catedral e bancos. Anexa ao jardim do príncipe existia uma galeria aberta, de cem pés de comprimento, sobre a qual ficava uma galeria fechada com comprimento semelhante. Também possuía uma biblioteca Real. Três canos abasteciam o palácio de água, um a partir da conduta branca situada no novo parque, outro da conduta nos campos da cidade e o terceiro ligado à conduta situada próximo das casas das esmolas em Richmond.

### Estruturas sobreviventes

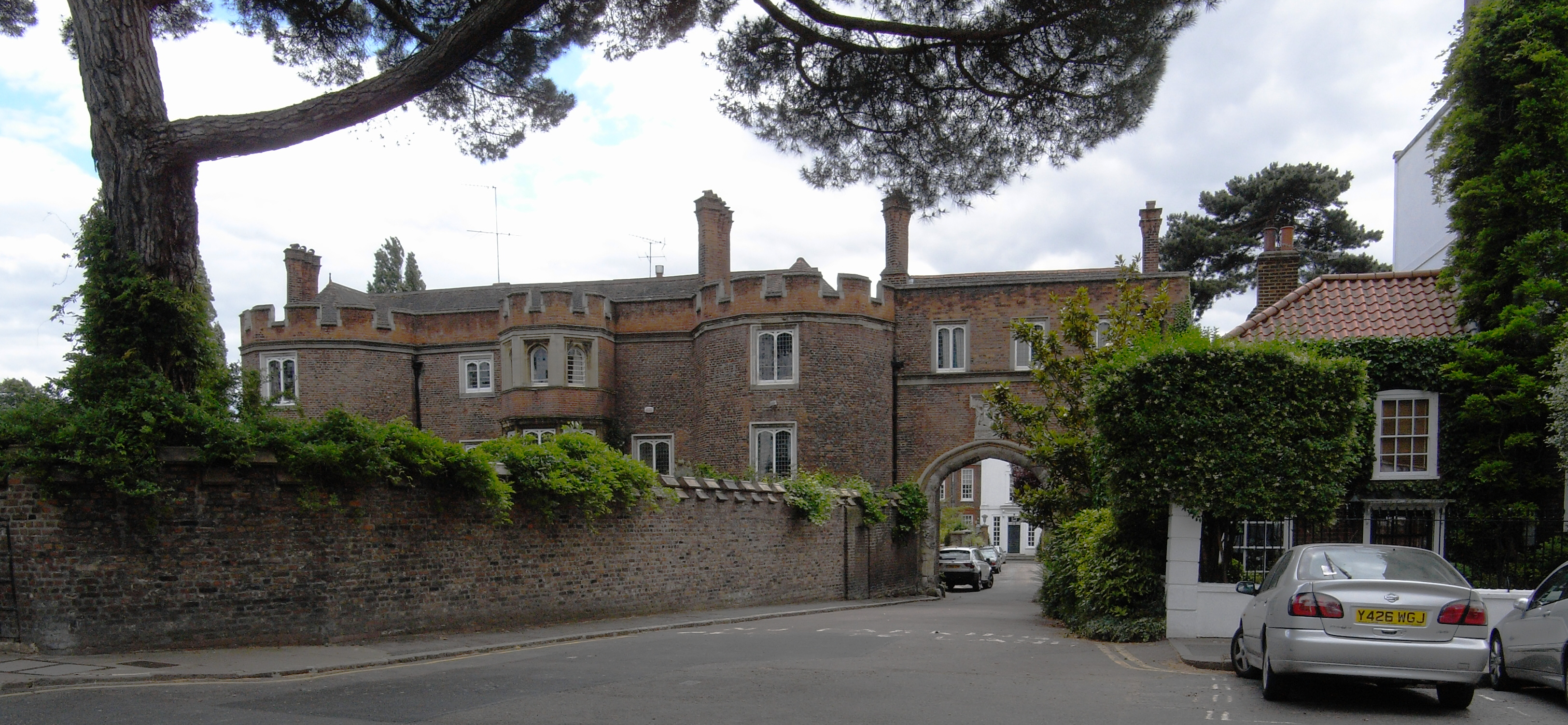
Portaria do Richmond Palace, uma das poucas estruturas que resta do complexo.

Entre as estruturas sobreviventes encontra-se o Guarda-Roupa, a Casa dos Trompeteiros e a Portaria. A última foi construída em 1501, tendo sido disponibilizada num contrato de arrendamento de 65 anos pelos Comissários do Património da Coroa, em 1986. Este edifício possui cinco quartos.

### Arqueologia
Durante o ano de 1997 o lugar foi investigado pelo programa "Time Team" (Equipa do Tempo) do Channel 4, o qual foi para o ar em Janeiro de 1998.

## Curiosidade
Este palácio foi o primeiro edifício na história equipado com um lavatório com água corrente, inventado pelo afilhado de Isabel I, Sir John Harington.

## Ligação externa
- Cronologia do Richmond Palace